# اصلاحیه

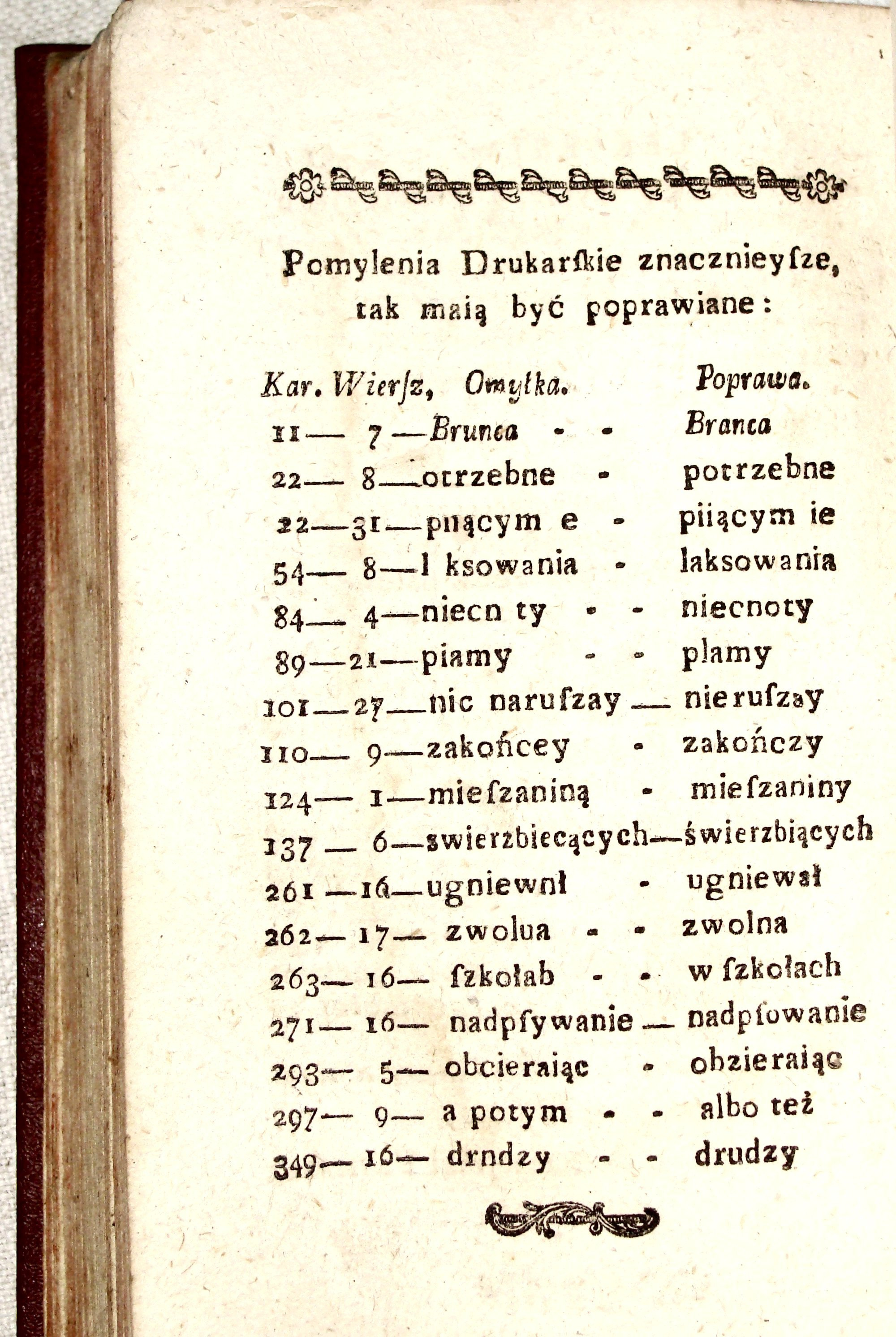
غلطنامه

اصلاحیه (به انگلیسی: Erratum یا Corrigendum) تصحیح یک یا چند خطا در یک متن یا محتوای پیشتر منتشرشده است. به عنوان یک قاعده کلی، ناشران برای خطاهای تولید (برای مثال، اشتباهی که در طی فرایند انتشار به وجود آمده‌است) و همچنین برای خطای یک پدیدآورنده اصلاحیه صادر می‌کنند. برای یک خطا ممکن است یک برگه شامل جزئیات اصلاحیه، قبل یا بعد از صفحه ای که خطا در آن وجود داشته، قرار داده شود. گاهی نیز در مجلات علمی ممکن است اندکی پس از انتشار متن اصلی، اصلاحیه قانونی صادر شود؛ بدین معنی که یک گزارش از جزئیات خطا(ها)ی منتشرشده در کنار تصحیح آن ارائه گردد.